# Nogodinidae
Nogodinidae Melichar, 1898, è una piccola famiglia comprendente insetti dell'ordine dei rincoti omotteri, superfamiglia dei fulgoroidei.

## Descrizione
I Nogodinidae hanno capo provvisto di clipeo carenato lateralmente. Gli ocelli sono laterali, disposti sotto gli occhi e lateralmente rispetto alla regione fronto-clipeale. Le antenne hanno flagello filiforme e non segmentato e i due articoli prossimali ingrossati.
Il pronoto ha il margine anteriore convesso e pronunciato in avanti, insinuandosi in avanti fra i due occhi. Sono presenti sia forme macrottere sia forme brachittere. Le ali anteriori hanno l'area costale suddivisa in numerose cellule da nervature trasversali e il clavo privo di granulazioni. La nervatura del clavo si prolunga fino al suo vertice.
Le zampe presentano, come in tutti i Fulgoroidei, le coxe allungate. Quelle posteriori hanno le tibie fornite di spine laterali. Il primo e secondo tarsomero piuttosto corti e all'apice del secondo sono presenti due spine, una per lato.

## Sistematica
La famiglia comprende circa 150 specie ripartite fra 55 generi:
- Afronias
- Biolleyana
- Bladina
- Colmadona
- Colpocara
- Conna
- Convarcia
- Criopaca
- Decoomana
- Detya
- Diazanus
- Elica
- Epacria
- Exphora
- Gaetulia
- Gamergaminmus
- Goniopsara
- Indogaetulia
- Laberia
- Lasonia
- Mindura
- Miriza
- Mithymna
- Monteira
- Morsina
- Neovarcia
- Nogodina
- Nurunderia
- Orthothyreus
- Osaka
- Paradetya
- Paralasonia
- Paravarcia
- Philbyella
- Pisacha
- Probletomus
- Psiadiicola
- Pucina
- Riancia
- Salona
- Sassula
- Semestra
- Siopaphora
- Soaemis
- Stilpnochlaena
- Telmessodes
- Telmosias
- Varcia
- Varciella
- Varciopsis
- Vutina
- Xosias

La sistematica dei Nogodinidae è comunque subordinata all'incertezza relativa all'inquadramento sistematico degli Issidae. Alcuni schemi di classificazione attribuiscono i generi della tribù Lipocalliini alla famiglia degli Issidae, altri li inseriscono invece nei Nogodinidae.